# Castelnovetto
Castelnovetto es una localidad italiana de la provincia de Pavía, región de Lombardía, con 657 habitantes.

## Evolución demográfica
| Gráfica de evolución demográfica de Castelnovetto entre 1861 y 2001 |
|                                                                     |
| Fuente ISTAT - elaboración gráfica de Wikipedia                     |